# Barszauma
Barszauma vagy Barszumasz (5. század) ókeresztény író.
A monofizita archimandriták közé tartozott. Beszédeivel kitűnt a 449-es efezusi zsinaton, 451-ben a khalkédóni zsinaton tanúsított lázító magatartása és beszédei miatt felelősségre vonták. Munkáiból semmi sem maradt fenn.[forrás?]